# علمون دبلاتايم

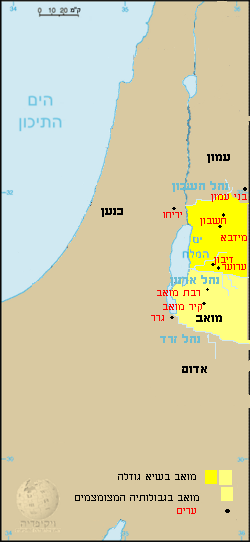

علمون دبلاتايم (بالعبرية: עַלְמֹן דִּבְלָתָיְמָה‏) هي واحدة من محطات بني إسرائيل في البرية أثناء التيه بعد خروجهم من مصر.
علمون دبلاتايم اسم عبري معناه «كعكة مزدوجة» أو «نعلم أن التين قد ذبُل»، نزل بنو إسرائيل في «علمون دبلاتايم» في بلاد موآب بعد ارتحالهم من ديبون جاد، وقبل وصولهم إلى جبال عباريم، وكان ذلك قرب نهاية الأربعين السنة من تجوالهم في البرية. ولعل هذا الاسم أُطْلِق على ذلك الموقع لأنه كان على شكل كعكتين من التين. والأرجح أنه هو نفس الموقع المسمى «بيت دبلتايم» الذي ذكره النبي إرميا في نبوته عن موآب.
يرجح أنها دليلات الغربيّة على بعد ميلين ونصف ميل شمال شرقي لبّ.